# بيت إلينجسن
بيت إلينجسن (بالنرويجية البوكمول: Beate Ellingsen)‏ هي مصممة أثاث ‏ ومصممة أزياء نرويجية، ولدت في 28 أكتوبر 1950.

## وصلات خارجية
- الموقع الرسمي